# قلعه قدیمی شوسف
قلعه قدیمی شوسف مربوط به دوران‌های تاریخی پس از اسلام است و در شهرستان نهبندان، شوسف، روی دامنه‌ای از تپه‌های ممتد از شهر واقع شده و این اثر در تاریخ ۲۵ اسفند ۱۳۷۹ با شمارهٔ ثبت ۳۵۱۵ به‌عنوان یکی از آثار ملی ایران به ثبت رسیده است.